# Aphonopelma griseum
Aphonopelma griseum är en spindelart som beskrevs av Chamberlin 1940. Aphonopelma griseum ingår i släktet Aphonopelma och familjen fågelspindlar. Inga underarter finns listade i Catalogue of Life.